# 박기정 (만화가)
박기정(朴基楨, 1937년 5월 7일~2022년 10월 18일)은 대한민국의 시사 만화가이며, 1957년 2월 서울경복고등학교를 졸업한 그는, 故 김동엽 전직 MBC 청룡 야구 감독의 경복고 2년 선배인 한편 야구부에서 한때의 선수 생활을 같이 했었고, 그는 먼 훗날 만년에 2015년 8월 당시, 폐암 진단을 받은 뒤 7년 넘도록 투병해 왔다가 2022년 10월 18일 타계했다.

## 작품 목록
- <공수재> : 데뷔작.
- <도전자>
- <흰구름 검은구름>
- <철새따라> (1969)
- <가고파>
- <폭탄아>
- <우야꼬>
- <짬뽕부대>
- <레슬러>

## 학력
- 부산진국교(지금의 부산진초등학교) 졸업(1950년 2월)
- 부산공립중(지금의 부산중학교) 1학년 중퇴(1950년 10월)
- 피난지역 재부산 서울중 1학년 신규 입학(1951년 3월)
- 피난지역 재부산 서울중 졸업(1954년 2월)
- 서울경복고등학교 졸업(1957년 2월)

## 수상
- 보관문화훈장(2004)
- '2008 SICAF 대상' 만화 부문(2008)